# Jacques Duraffourg
Jacques Duraffourg (né à Lyon le 27 mars 1942 et décédé à Carcassonne le 23 septembre 2008) est un militant ouvrier et ergonome français. 

## Biographie
Né à Lyon, il devient ouvrier laborantin dans l'industrie chimique. Il s'engage à la Jeunesse ouvrière chrétienne (JOC) en 1958, en devient permanent en 1963, puis président de 1965 à 1968. Il adhère parallèlement à la Confédération générale du travail (CGT). Son discours à l'occasion des 40 ans de la JOC ancre celle-ci dans l'histoire du mouvement (et plus seulement du monde) ouvrier. Il est membre du Parti socialiste unifié (France) au début des années 1970, et du Parti communiste français de 1973 à la rupture du Programme commun, puis à nouveau à partir de 2005.
À la fin de son mandat de président de la JOC, Alain Wisner lui propose de rejoindre le laboratoire d'ergonomie du Conservatoire national des arts et métiers (CNAM), en pariant sur son expérience militante malgré la faiblesse de sa formation universitaire. Jacques Duraffourg suit les cours du soir du CNAM et devient enseignant et chercheur, dans l'équipe d'Antoine Laville. Il participe notamment avec celui-ci et Catherine Teiger à la recherche sur les ouvrières de l'électronique, qui met en évidence le travail mental des ouvriers travaillant à la chaîne. Il anime de nombreuses formations-actions sur les conditions de travail, à la demande des organisations syndicales. Avec François Guérin, il structure la réflexion sur l'intervention ergonomique en entreprise, et les formations à la pratique. Ce travail débouche notamment sur l'ouvrage collectif Comprendre le travail pour le transformer, qui est devenu un manuel de référence sur l'intervention ergonomique dans les situations existantes.
En 1984, il quitte l'éducation nationale pour fonder le cabinet de consultant "Activité" à Grenoble, mais garde de forts liens avec l'enseignement et la recherche. Il contribue notamment au développement de l'ergonomie au sein de la Mutualité sociale agricole. En 1994, le philosophe Yves Schwartz lui propose de devenir professeur associé au sein du département d'Analyse pluridisciplinaire des situations de travail de l'université d'Aix-en-Provence, qui développe l'ergologie, département qu'il a soutenu depuis ses débuts, et auquel il a contribué activement jusqu'à son départ en retraite en 2003.
La dernière recherche de Jacques Duraffourg est une recherche action avec la CGT de Renault sur la prévention des risques psychosociaux.